# Pitta 'mpigliata
La pitta 'mpigliata è un dolce tipico calabrese molto diffuso in tutta l'area silana. È un dolce tipicamente natalizio ed è ormai consumato in gran parte della Calabria. Il nome deriva (per via del latino) dal greco πίτα, pita, che indica un tipo di pane.

## Storia
Il periodo al quale si fa riferimento della nascita della pitta 'mpigliata è il 1700. Il dolce veniva preparato soprattutto per le cerimonie nuziali, come riferisce un documento notarile di San Giovanni in Fiore, risalente al 1728.
Esistono alcune varianti della pitta 'mpigliata nelle quali ci sono delle variazioni sulla frutta secca, sul tipo di miele usato, e alcuni eseguono l'impasto con il cognac invece di utilizzare il vermouth, in ogni caso il dolce mantiene sempre la sua forma tipica e viene servito con la classica forma a pitta (ossia a pizza, forma piatta e rotonda). Vi sono comunque oltre alla forma a pitta, quella a rosellina (o rosetta), la forma allungata tipo torrone e la forma a “cullura” (ciambella).
A San Giovanni in Fiore, da alcuni anni si svolge una manifestazione promozionale, che ha lo scopo di elevare ad interesse nazionale, il dolce silano. Attraverso la manifestazione si stabilisce ogni anno il record mondiale della pitta 'mpigliata più lunga del mondo 

## Procedimento e Ingredienti

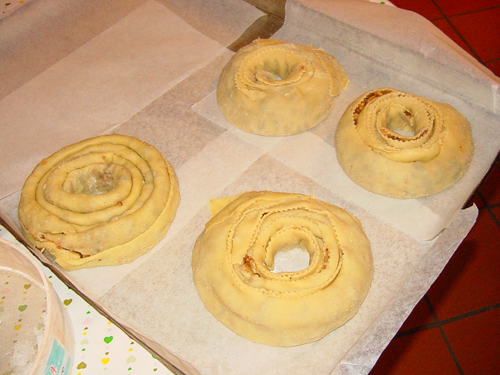
Lavorazione finita

Ingredienti: Farina di grano duro, zucchero, Olio extravergine di oliva, spremuta d'arancia dolce, vermouth oppure vino dolce, cannella, chiodi di garofano, bucce d'arancia essiccate e macinate finemente e un bicchierino di liquore aromatico (paisanella in particolare, grappa tipica silana); per il ripieno: noci, uva sultanina, mandarinetto, liquore aromatico misto, chiodi di garofano, cannella e zucchero.
La pitta è fatta di sfoglie di pasta di grano duro che viene schiacciata con un mattarello e distesa all'interno di una teglia metallica e circolare. La prima sfoglia dev'essere abbastanza grande da ricoprire il fondo dell'intera teglia; successivamente, iniziando dal centro si inizia a riempirla con delle sfoglie circolari, con l'uva passa e le mandorle al loro interno. Una volta riempito ogni spazio della teglia con queste "girelle", viene infornata a 180 °C per circa un'ora e un quarto. All'uscita alcuni usano bagnarla con il Vermut, altri aggiungono un po'  d'olio di oliva, altri ancora del miele. Per la cottura alcuni usano i forni di casa, ma un'altra usanza tipica è quella di recarsi nei panifici del luogo nella settimana precedente le festività. Poiché le teglie, a volte, essendo simili tra di loro tendono a confondersi con le altre, ognuno mette un segno di evidenza per distinguerle (un confetto, un ramoscello di ulivo, uno stuzzicadenti.

## Marchio D.O.P.
In collaborazione con Legambiente, che da anni promuove il progetto “Lemilledop”, e la Camera di Commercio di Cosenza, nel 2006 è stato avviato il processo per l'ottenimento del marchio D.O.P. per la pitta 'mpigliata, come riconoscimento per il dolce tipico sangiovannese. Questo per garantire la Denominazione di origine protetta del dolce, dopo che lo stesso negli ultimi decenni, si è molto diffuso in tutta la Regione. Il marchio D.O.P., sarebbe la garanzia del fatto che la pitta 'mpigliata è il dolce tipico di San Giovanni in Fiore.

## Galleria d'immagini

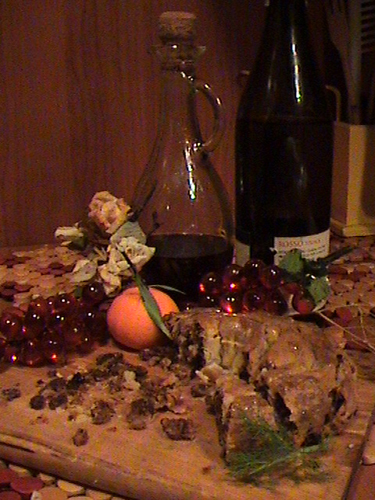
Pitta 'mpigliata
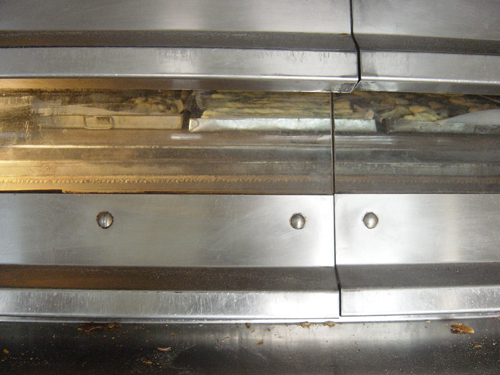
Pitta 'mpigliata, cottura
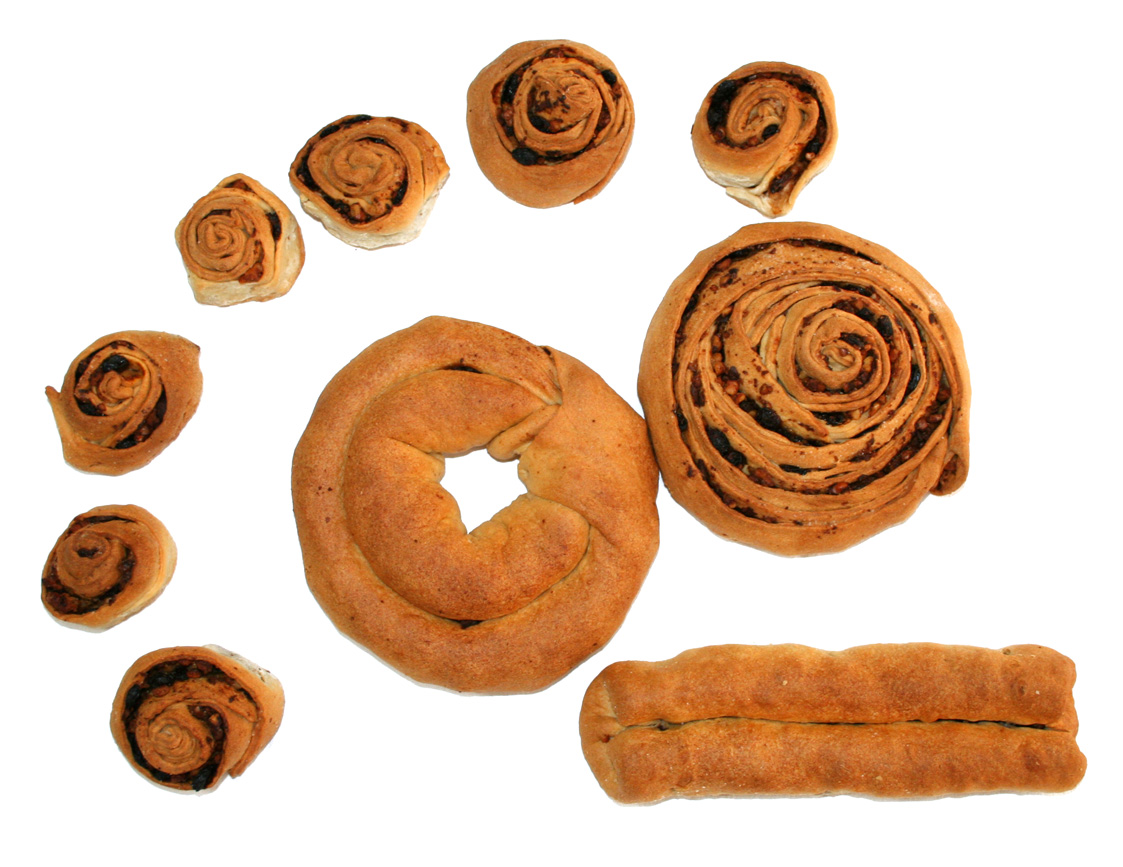